# Ovidio G. Assonitis
Ovidio Gabriel Assonitis (Alessandria d'Egitto, 18 gennaio 1943) è un produttore cinematografico, regista e sceneggiatore greco naturalizzato statunitense.

## Biografia
Ovidio Assonitis, di origine greca, nato ad Alessandria d’Egitto, è un imprenditore e produttore di film indipendenti con all’attivo 54 film prodotti in oltre 40 anni di attività nell’Industria dello Spettacolo e della Comunicazione.
Cresciuto in Italia, in giovanissima età ancora nel corso dei suoi studi Universitari, Assonitis grazie anche alla conoscenza di quattro lingue (italiano, inglese, francese e arabo) fonda a Singapore la società SITORO, il cui core business è stato la commercializzazione e la distribuzione di film nel sud - est asiatico.
Nei successivi dieci anni la Sitoro apre succursali a Bangkok, Manila, Hong Kong e distribuisce più di mille film.
Assonitis finanzia e produce importanti film di successo internazionale fra questi: “L’ultima neve di primavera”, un film di Jacques Demi con Marcello Mastroianni e Catherine Deneuve, “Le sorelle” con Giancarlo Giannini, Nathalie Delon e Susan Strasberg, “Chi sei?” (Beyond the Door) che incassa più di 15 milioni di dollari negli Stati Uniti e 25 milioni nel resto del mondo: una cifra impressionante per l’epoca, “Tentacoli” con Henry Fonda, John Huston, Shelley Winters, un film distribuito con grande successo dalla 20th Century Fox e dalla Columbia Pictures, “The Visitor”, con Glenn Ford, John Huston, Mel Ferrer e Sam Peckinpah, distribuito dalla United Artists, “Piranha 2: the Spawning” realizzato con la Warner Bros. e la Columbia Pictures. È il film che ha lanciato la carriera di James Cameron, che ha in seguito diretto “Terminator”, “Aliens”, “Terminator 2”, “The Abyss”, “True lies” , “Titanic”, “Avatar”, il remake del classico film di Dino Risi “Profumo di donna”, “Scent of a Woman”, con la regia di Martin Brest ed interpretato da Al Pacino che ottiene l’Oscar per la migliore interpretazione maschile, Sabrina Goes to Rome, tratto dalla famosa serie televisiva della ABC Nel 1989 Assonitis diventa il secondo maggior azionista e Presidente della Cannon Pictures a Hollywood, società quotata alla borsa di New York, (NYSE).
Rilancia la Cannon producendo e distribuendo parecchi film di grande successo commerciale e concepisce la serie televisiva “Walker Texas Ranger” con Chuck Norris.
Nell’estate del 1990 Assonitis diventa per un breve periodo Consigliere di Amministrazione della Metro Goldwyn Mayer, subito dopo si dimette dalla Cannon Pictures.
Negli anni successivi Assonitis oltre a produrre e acquisire partecipazioni finanziarie alle produzioni di vari film, partecipa a molte attività imprenditoriali e multimediali legate alla nascente Industria Multimediale Malese. Tra l’altro avvia la costruzione nella città della cibernetica ”Cyberjaja” i più grandi Studi e Servizi Cinematografici del sud asiatico.
Assonitis è socio fondatore e Presidente di ENTER MY WORLD an International not-for profit Environmental Organization.
Recentemente si è impegnato allo sviluppo di due produzioni epiche MY NAME IS MR WHO storia dell'immigrazione Cinese in California e la costruzione della Ferrovia US RAILROAD nel 1860 e SOUND una storia legata alla deforestazione della foresta Amazzonica.
Ha in preparazione per il 2025 la realizzazione di un'appassionante love story di due teenager initolato SHADOW OF LIGHT tratto da un romanzo di prossima pubblicazione THE DISAPPEARING GIRL. La storia si svoge a cavallo fra il Pianeta Marte nel 2082 e Honolulu oggi. Il film sarà distribuito da una Major USA.
Nel 2021, Assonitis ha ricevuto Honorary awarded for his lifetime carrier - Premio Omorario per la carriera al OLDENBURG INTERNATIONAL FILM FESTIVAL in Germania
Nel 2024 Assonitis ha ricevuto Honorary awarded for his lifetime carrier - Premio Omorario per la carriera al THE SITGES INTERNATIONAL FILM FESTIVAL in Spagna. l

## Parte della Filmografia

### Produttore
- Nel labirinto del sesso (1969)
- Il paese del sesso selvaggio (1972)
- Un amore così fragile così violento, regia di Leros Pittoni (1973)
- L'ultima neve di primavera (1973)
- Superuomini, superdonne, superbotte (1974)
- Chi sei? (1974)
- Tentacoli (1977)
- Questo sì che è amore (1978)
- Stridulum (1979)
- There Was a Little Girl (1981)
- Piraña paura (1981)
- Energia pulita (1986)
- Lone Runner - Lo scrigno dei mille diamanti (1987)
- Iron Warrior (1987)
- La fattoria maledetta (1989)
- Curse II: The Bite (1990)
- Sulla strada, a mezzanotte (1990)
- Out of Control (1992)
- Sabrina - Vacanze romane (1998)
- Sabrina nell'isola delle sirene (1999)

### Regista
- Chi sei? (1974)
- Tentacoli (1977)
- There Was a Little Girl (1981)
- Piraña paura (Piranha II: The Spawning) (1982)
- Il rollerboy (Desperate Moves) (1984)
- Out of Control, co-regia con Robert Barrett (1992)

### Sceneggiatore
- Chi sei? (1974)
- Laure (1976)
- Stridulum (1979)
- There Was a Little Girl (1981)
- Piraña paura (1981)
- Energia pulita (1986)